# Головчик, Александр Михайлович
Александр Михайлович Головчик (бел. Аляксандр Міхайлавіч Галоўчык; род. 17 октября 1979, Малорита, Брестская область) — белорусский футболист, защитник.

## Биография

### Карьера футболиста
Воспитанник футбольной академии брестского «Динамо». В 1997 году выступал за вторую команду команду, откуда позже поиграл за такие клубы как «Кобрин», «Белэнергострой», «Пружаны». В 1999 году снова стал выступать за брестское «Динамо». Дебютировал за клуб и в Высшей Лиге 24 апреля 1999 года в матче против «Лиды». По сезону футболист не смог закрепился в клубе и отправился выступать в брестский клуб «Водоканал», откуда в конце года снова вернулся в ряды динамовцев. В сезоне 2000 года футболист уже стал получать больше игровой практики, однако чередовал игры в стартовом составе и со скамейки запасных. В 2001 году футболист уже стал ключевым защитником брестского клуба. Свой дебютный гол за клуб забил 26 октября 2002 года в матче против «Молодечно-2000». В 2006 году футболист перешёл в микашевичский «Гранит», вместе с которым в 2007 году стал серебряным призёром Первой Лиги. В конце 2009 года покинул клуб и завершил профессиональную карьеру футболиста.

### Продолжение карьеры
Закончил Брестский государственный университет по специальности физическая культура и спорт, тренерская работа, а также позже получил диплом в области правоведения. С 2010 года Александр Головчик работал в Малоритском райисполкоме. В разные годы он работал начальником отдела по делам молодёжи, главным специалистом отдела идеологической работы, культуры и по делам молодёжи, заместителем председателя комиссии по делам несовершеннолетних. В октябре 2022 года стал исполняющим обязанности председателя Мокранского сельисполкома.